# Edward William Binney
Edward William Binney (Morton, Nottinghamshire, 1812 - Manchester, 1882) fue un geólogo, y naturalista inglés, miembro de la Royal Society.
William Edward Binney estudió en la Escuela de Gramática de la reina Isabel, Gainsborough. Fue un abogado de Chesterfield, y en 1836 se estableció en Manchester. Se retiró poco después de la práctica jurídica y se interesó en las búsquedas geológicas.
Asistió en 1838 en la fundación de la Sociedad Geológica de Mánchester, de las cuales fue elegido uno de los secretarios honorarios, elegido presidente en 1857, y nuevamente en 1865. También fue sucesivamente secretario y presidente de la Sociedad Filosófica y Literaria de Mánchester. Trabajó sobre todo en el Carbonífero y Pérmico de las rocas del norte de Inglaterra, estudió también las vetas de carbón de Lancashire en compañía de Joseph Dalton Hooker, realizando una búsqueda para encontrar las primeras bolas de carbón familiarizándose con la geología del país, cerca de Mánchester. En los depósitos de carbón, en particular, se convirtió en una autoridad reconocida, y sus Observaciones sobre la estructura de las plantas fósiles que se encuentran en los estratos carboníferos (1868-1875) formó una de las monografías de la Sociedad Paleontográfica. Su gran colección de fósiles se colocó en el Colegio Owens.
Binney era parte de un círculo social cerca de Mánchester conformado por James Prescott Joule, William Sturgeon, John Davies y John Leigh.

## Algunas publicaciones
- 1875. Observations on the structure of fossil plants found in the carboniferous strata

Observations on the Structure of Fossil Plants Found in the Carboniferous Strata. Palaeontographical Soc. monographs. 148 pp.
- 1871. Lepidostrobus and Some Allied Cones. Parte 2 de Observations on the structure of fossil plants found in the carboniferous strata. Editor Palæontographical Soc. 30 pp.

- 1868. Calamites and Calamodendron. Parte 1 de Observations on the structure of fossil plants found in the carboniferous strata. Editor Palæontographical Soc. 32 pp.

## Honores
Fue elegido miembro de la Royal Society en 1856.